# Michel Neugarten

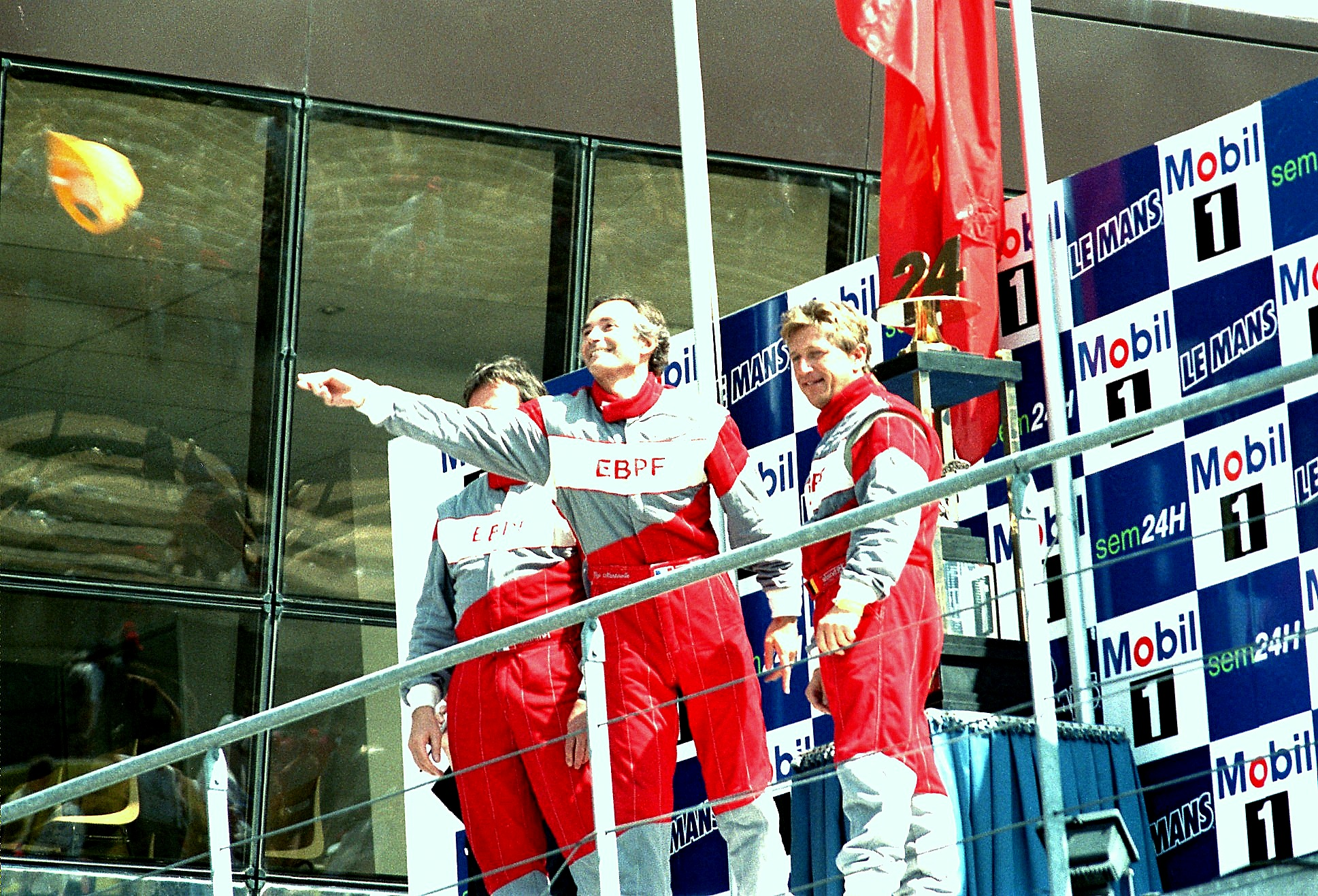
Michel Neugarten (rechts) am Siegerpodest der 24 Stunden von Le Mans 1997

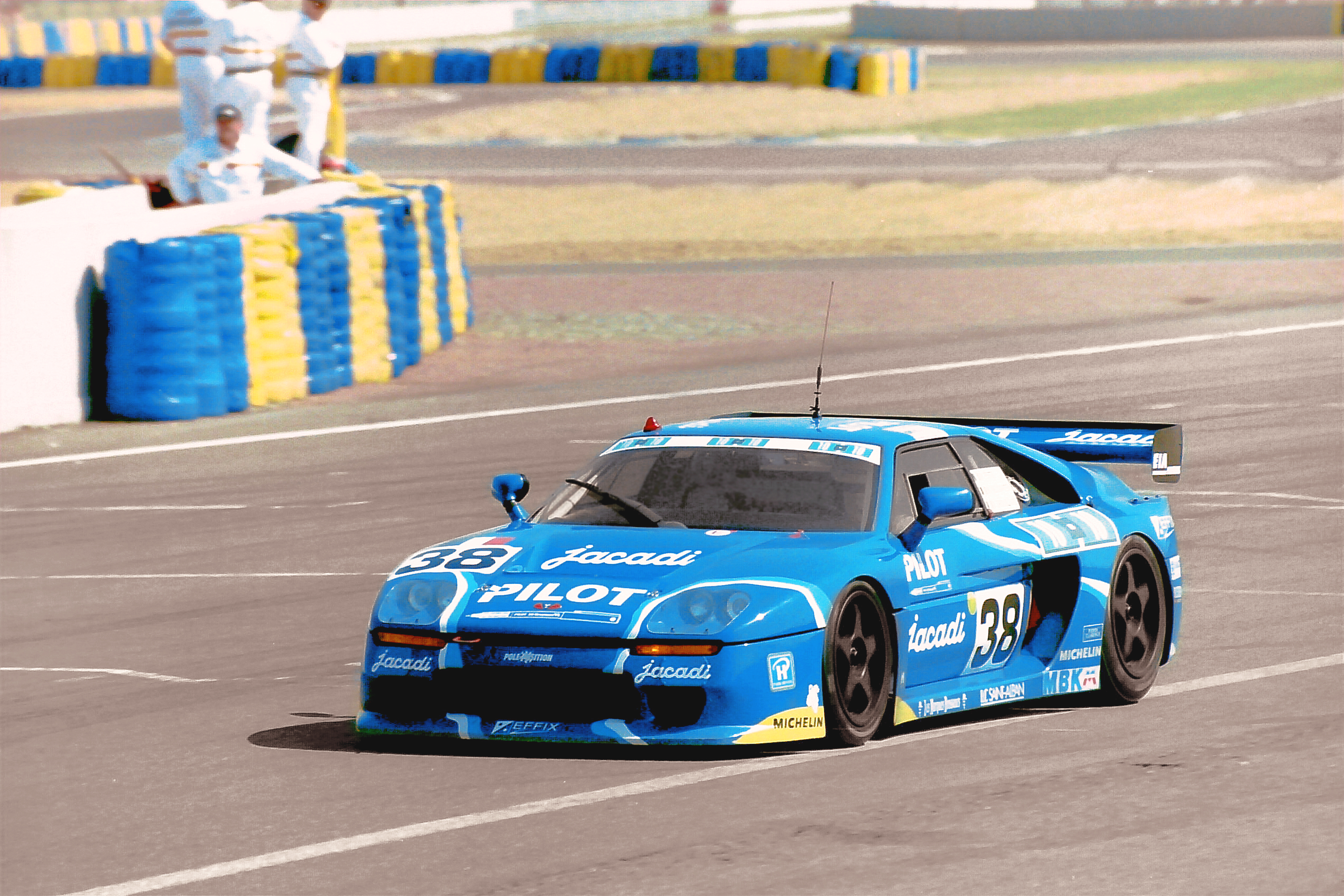
Der Venturi 600LM von Michel Ferté, Michel Neugarten und Olivier Grouillard beim 24-Stunden-Rennen von Le Mans 1994

Michel Neugarten (* 11. April 1955 in Uccle) ist ein ehemaliger belgischer Autorennfahrer.

## Karriere im Motorsport
Michel Neugarten begann seine Karriere Anfang der 1980er-Jahre bei den belgischen Monopostos. Nach Einsätzen in der Formel 3000 wechselte er 1990 in den GT- und Sportwagensport. Die ersten Jahre bestritt er Rennen in der belgischen Tourenwagen-Meisterschaft und gab 1993 sein Debüt beim 24-Stunden-Rennen von Le Mans. Bis 2003 war er neunmal bei diesem 24-Stunden-Rennen am Start. 1997 gewann er gemeinsam mit Guy Martinolle und Jean-Claude Lagniez auf einem von Haberthur Racing gemeldeten Porsche 911 GT2 die GT2-Klasse. Am Rennende musste Neugarten mit verbliebenen drei Gängen am Porsche-Getriebe auskommen.
Abseits von Le Mans war Neugarten vor allem in der FIA-GT-Meisterschaft und dem Porsche Supercup engagiert.

## In der Filmindustrie
Nach dem Ende seiner aktiven Rennkarriere arbeitete Neugarten viele Jahre in der Filmwirtschaft. Er war als technischer Berater für Luc Besson tätig und koordinierte die Fahrszenen der Filme Transporter – The Mission, Transporter 3 und Michel Vaillant. In dieser Funktion war er auch für John Frankenheimer und dessen Film Ronin tätig.

## Statistik

### Le-Mans-Ergebnisse
| Jahr | Team                  | Fahrzeug           | Teamkollege      | Teamkollege         | Platzierung            | Ausfallgrund     |
| ---- | --------------------- | ------------------ | ---------------- | ------------------- | ---------------------- | ---------------- |
| 1994 | Société Jacadi Racing | Venturi 600LM      | Michel Ferté     | Olivier Grouillard  | Ausfall                | Motorschaden     |
| 1996 | Elf Haberthur Racing  | Porsche 911 GT2    | Toni Seiler      | Bruno Ilien         | Ausfall                | Getriebeschaden  |
| 1997 | Elf Haberthur Racing  | Porsche 911 GT2    | Guy Martinolle   | Jean-Claude Lagniez | Rang 9 und Klassensieg |                  |
| 1998 | Elf Haberthur Racing  | Porsche 911 GT2    | David Smadja     | Jean-Claude Lagniez | Ausfall                | Kraftübertragung |
| 2000 | Seikel Motorsport     | Porsche 911 GT3-R  | Max Cohen-Olivar | Tony Burgess        | Rang 18                |                  |
| 2001 | Perspective Racing    | Porsche 911 GT3-R  | Thierry Perrier  | Nigel Smith         | Rang 9                 |                  |
| 2002 | DAMS                  | Lola B98/10        | Emmanuel Clérico | Philippe Gache      | nicht klassiert        |                  |
| 2003 | Thierry Perrier       | Porsche 911 GT3-RS | Ian Khan         | Nigel Smith         | Rang 18                |                  |